# Nordkaukasus-Schwein
Das Nordkaukasus-Schwein (russisch Северокавказская, transkribiert Sewerokawkasskaja) ist eine Mehrnutzungsschweinerasse aus Russland und Usbekistan.

## Zuchtgeschichte
Die Rasse entstand unter der Leitung von P. E. Ladan in der Oblast Rostow und der Region Krasnodar in Russland, indem Sauen der einheimischen Kubaner Schweine mit Ebern der Rassen Large White, Berkshire-Schwein und Deutsches Edelschwein gekreuzt wurden. 1955 wurde die Rasse offiziell anerkannt.

## Charakteristika
- Farbe schwarzbunt
- Kopf breit mit leicht aufgewölbtem Gesicht
- Ohren stehend oder halbstehend
- Brust breit und tief
- Rücken und Lende breit und mittellang
- Schinken kurz und voll
- Fundament stark
- Beborstung dicht und weich
- Gewicht Sauen 228 kg, Eber 279 kg
- Zeit bis 100 kg: 198 Tage

Es existieren 14 Eberlinien und 36 Sauenfamilien. Der Fleisch-Untertyp Don-Schwein (Donskoi) (DM-1) wurde 1978 anerkannt.

## Vorkommen
Hauptzuchtzentren sind Gornjak, Pobeda und Donskoje in der Oblast Rostow, Alexejewski in Mari El und Krasny Wodopad in der Provinz Taschkent in Usbekistan. Zuchtgebiet sind die Oblaste Rostow und Wolgograd, die Regionen Krasnodar und Stawropol und Mari El in Russland und einzelne Gebiete in der Ukraine, Usbekistan, Turkmenistan, Kasachstan, Georgien, Aserbaidschan, Tadschikistan und Armenien. 1980 betrug die Gesamtzahl 195.000 reinrassige Tiere.

## Quelle
- https://www.fao.org/3/ah759e/AH759E10.htm